# Jean-François Six
Jean-François Six (né en 1929) est un théologien et prêtre catholique français renvoyé de l'état clérical.

## Biographie

### Formation
Prêtre de la Mission de France (1956), chartiste, docteur es-Lettres, en théologie et en sciences des religions, Jean-François Six est diplômé de l'École pratique des hautes études[réf. nécessaire].

### Carrière
Fondateur du service incroyance-foi de l'épiscopat français, membre de la Commission nationale consultative des droits de l'homme auprès du Premier ministre depuis 1981, il est coordinateur de l’Union nationale des associations face aux solitudes, (Unassol), l'année suivante et membre de la Commission française à l’Unesco depuis 1985[source insuffisante].
Auteur de l'ouvrage Le Temps des Médiateurs (1990), il est à l'origine de la création de nombreuses associations de médiation, dont le Centre national de la médiation, et d'organismes de formation reliés au réseau Rassemblement des organisations pour la médiation, placé sous la tutelle de l'Institut catholique de Paris[réf. nécessaire].
Il a également fondé, avec un membre du Grand Orient de France (GODF), la revue de  dialogue maçonnique Brèche. 
Parallèlement, il a publié de nombreux ouvrages théologiques, spirituels, et biographiques, notamment sur Thérèse de Lisieux ou Charles de Foucauld dont il est spécialiste, après avoir découvert, en 1953, des lettres du père de Foucauld à l'abbé Huvelin, correspondance qu'il a réalisée en 1957,.

### Abus sexuels
Le 15 juillet 2019, Hervé Giraud, archevêque de Sens-Auxerre et prélat de la Mission de France, annonce que Jean-François Six est « écarté de tout ministère pastoral par mesure conservatoire » et qu'il a saisi le procureur de la République, à la suite de signalements qui pourraient porter sur des faits des années 1970 concernant des femmes.
Le 1er février 2021, la justice ecclésiastique prononce son renvoi de l'état clérical, reconnaissant sa culpabilité face aux accusations d'abus sexuels,. Au terme d’un procès canonique ouvert en 2019, il est reconnu coupable d’abus sexuels envers des personnes sur lesquelles il exerçait une autorité spirituelle et morale. Une quinzaine de femmes ont déclaré avoir été victimes, les faits les plus anciens remontant à la fin des années 1950, les plus récents aux années 1990. L’abbé Six, qui les conseillait spirituellement à l’époque, aurait abusé de son autorité morale et spirituelle pour imposer à ces femmes, adultes au moment des faits, par la manipulation et l’emprise, des actes allant d’attouchements sexuels à des fellations et à des viols selon les cas, parfois assortis de « rituels de purification ».
Après avoir introduit un ultime appel auprès du collège pour l’examen des recours, la Congrégation pour la doctrine de la foi confirme le renvoi de Jean-François Six, en 2022,.

## Ouvrages
- Itinéraire spirituel de Charles de Foucauld, Seuil, 1958
- Littré devant Dieu, Seuil, 1962
- Vie de Charles de Foucauld, Seuil, 1962
- Un prêtre, Antoine Chevrier, fondateur du Prado, 1826-1879, Seuil, 1965
- Charles de Foucauld aujourd'hui, Seuil, 1966
- Cheminements de la mission de France, Seuil, 1967
- La Prière et l'Espérance, Seuil, 1968
- Des chrétiens interrogent l'athéisme, 1968
- Du Syllabus au dialogue, Seuil, 1970
- Jésus, Somogy, 1971
- La Véritable Enfance de Thérèse de Lisieux. Névrose et sainteté, Seuil, 1972
- Thérèse de Lisieux au Carmel, Seuil, 1973
- Thérèse de Lisieux. Dialogue avec René Laurentin, Beauchesne, 1973
- avec Marie-Dominique Chenu, L'Esprit qui nous parle à travers l'incroyance, Cerf, 1976
- Le Courage de l'espérance. Les dix années qui ont suivi le Concile (1965-1975), Seuil, 1978
- Nous cherchons le bonheur, Desclée de Brouwer, 1978
- L'Incroyance et la foi ne sont pas ce qu'on croit, Le Centurion, 1979
- Thérèse de Lisieux (1873-1897), Bayard Editions-Centurion, 1979
- Lorsque Jésus priait..., Seuil, 1980
- Vincent de Paul. Essai biographique, 1980
- Guy-Marie Riobé. Évêque et prophète, 1982
- Combat pour les vieux jours, Le Centurion, 1984
- Les Béatitudes aujourd'hui, Seuil, 1984
- Dieu, cette année-là, Desclée de Brouwer, 1986
- Guide des solitudes, Fayard, 1986
- 1886, naissance du XXe siècle en France, Seuil, 1986
- Un prêtre, Antoine Chevrier. Fondateur du Prado (1826-1879), Seuil, 1986
- Le Père Riobé, un homme libre, Desclée de Brouwer, 1988
- Sainte Thérèse de Lisieux. La petite voix de l'amour, Le livre ouvert, 1990
- Le Temps des médiateurs, Seuil, 1990[3]
- Religion, Église et Droits de l'homme, Desclée de Brouwer, 1991
- La Solitude, Le livre ouvert, 1992 (lire en ligne)
- L'Aventure de l'amour de Dieu. 80 lettres inédites de Charles de Foucauld à Louis Massignon, Seuil, 1993
- Dynamique de la médiation, Desclée de Brouwer, 1995
- Lumière de la Nuit. Les dix-huit derniers mois de Thérèse de Lisieux, Seuil, 1995
- Le Chant de l'amour. Eros dans la Bible, Desclée de Brouwer, 1996
- collectif, Louis Massignon et le dialogue des cultures, Cerf, 1996
- Lumière de la nuit : les 18 derniers mois de Thérèse de Lisieux, Seuil, 1997
- Lisieux au temps de Thérèse, Desclée de Brouwer, 1997
- Thérèse de Lisieux, Seuil, 1998
- avec Véronique Mussaud (préf. Raymond Barre et Michel Rocard), Médiation, Seuil, 2002
- avec Maurice Serpette et Pierre Sourisseau, Le Testament de Charles de Foucauld, Fayard, 2004
- Le Grand Rêve de Charles de Foucauld et de Louis Massignon, Albin Michel, 2008
- Charles de Foucauld autrement, Desclée de Brouwer, 2008
- Charles de Foucauld. Sa vie, sa voie, Artège-Poche, 2016
- Foucauld après Foucauld, Cerf, 2016
- Charles le libéré. Foucauld rendu à lui-même, Salvator, 2016